# Bejetsk
Bejetsk (en russe : Бежецк) est une ville de l'oblast de Tver, en Russie, et le centre administratif du raïon de Bejetsk. Sa population s'élevait à 23 122 habitants en 2014.

## Géographie
Bejetsk est arrosée par la rivière Mologa et se trouve à son point de confluence avec l’Ostretchina, à 115 km au nord-est de Tver, à 129 km à l'ouest de Rybinsk et à 233 km au nord-ouest de Moscou.

## Histoire
Bejetsk a été mentionnée pour la première fois sous le nom de Bejitchi au XIIe siècle, alors qu’elle était la sous la souveraineté de Novgorod. Au début du XVe siècle, le district de Bejetski Verkh fut annexé par la Moscovie. Bejetsk a le statut de ville depuis 1775
Près de Bejetsk, à Dorokhovo, se trouve une importante base aérienne.

## Patrimoine
Le plus vieux bâtiment de Bejetsk est le campanile de l’église Vvedenskaïa (de la Présentation), qui fut construit par des maîtres de Iaroslavl en 1680–1682. L'église elle-même fut détruite pendant l'ère soviétique. L’église Vozdvijenskaïa (de l'Exaltation-de-la-Croix) remonte au XVIIIe siècle.

## Population
Recensements (*) ou estimations de la population
| 1825  | 1856  | 1885  | 1897* | 1926*  |
| ----- | ----- | ----- | ----- | ------ |
| 2 683 | 3 588 | 6 668 | 9 450 | 12 817 |

| 1937*  | 1939*  | 1959*  | 1970*  | 1979*  |
| ------ | ------ | ------ | ------ | ------ |
| 14 450 | 17 545 | 26 921 | 30 030 | 30 638 |

| 1989*  | 2002*  | 2010*  | 2013   | 2014   |
| ------ | ------ | ------ | ------ | ------ |
| 30 377 | 28 643 | 24 522 | 23 560 | 23 122 |

## Personnalités
Bejetsk est la ville natale de :
- Viatcheslav Tchitchkov (1873-1945), écrivain.
- Nil Popov, historien.
- Alexeï Polounine, pathologiste.